# S&W M610
S&W M610（英: Smith & Wesson Model.610）は、アメリカのS&W社が開発した大型リボルバーである。

## 概要
自己防衛用や狩猟用として1990年に同社より発売されたが、当時の10mm口径の拳銃弾の人気低下によって、1992年に一度生産を終了した。そして、その6年後の1998年にハンマー側に設けられていたファイアリングピンをフレーム側に移し、インターナルセーフティを内蔵する等、幾つかの仕様変更が成されたモデルが再発売される事となった。

### 仕様
フレーム規格はラージサイズのNフレームを採用しており、全体の素材はステンレス鋼製で10mm口径の10mmオート弾、及び.40S&W弾を使用する。この二種類の弾薬は元はオートマチックピストル用のリムレス弾薬であり、リボルバー用のリムド弾薬と異なり、シリンダー後端に引っかからないため、付属のムーンクリップと併用する必要がある。
サイトは、フロントサイトが交換可能なブラックブレードランプサイト、リアサイトがホワイトアウトラインの入った微調整可能なアジャスタブルサイトを備え、グリップはブラックセンサテックグリップとなっている。銃身長は4インチ、もしくは6.5インチである。

## 登場作品

### 漫画
『銃夢』
主人公ガリィが使用。
『パニッシャー』

### 映画
『ブレイド3』